# ベルギー王立美術館
ベルギー王立美術館（ベルギーおうりつびじゅつかん、フランス語: Musées royaux des beaux-arts de Belgique、オランダ語: Koninklijke Musea voor Schone Kunsten van België）は、ベルギーの首都ブリュッセルにある美術館である。1801年に基礎が設立され、1803年に正式にオープンして以来、200年以上の歴史を誇る。

## 概要
ベルギー王立美術館は4つの部分から成り立っている。メインとなる美術館は15世紀から18世紀までの作品を収めた古典美術館 (Musée d'Art ancien / Museum voor Oude Kunst) と19・20世紀の作品を収めた近代美術館 (Musée d'Art Moderne / Museum voor Moderne Kunst) で、2万点以上の所蔵作品を有する。特にフランドルの画家達の作品が充実しており、ピーテル・ブリューゲル、ロヒール・ファン・デル・ウェイデン、ロベルト・カンピン、ピーテル・パウル・ルーベンス等の作品を所蔵している。
また、近代美術館の中には特にベルギーの芸術家に焦点を当てたMuseum Constantin MeunierとAntoine Wiertz Museumがある。
2009年、王立美術館の隣にマグリット美術館がオープンした。

## 主な収蔵品

### 古典美術館
- 受胎告知 The Anunciacion — ロベルト・カンピン (1420?)
- 『ピエタ』  ロヒール・ファン・デル・ウェイデン (1441年頃)
- The Justice of Emperor Otto : The Beheading of the Innocent — ディルク・ボウツ (1473-75)
- 聖セバスティアンの殉教 The Martyrdom of St Sebastian — ハンス・メムリンク (1475)
- 『キリストの磔刑』  ヒエロニムス・ボス (1480-1485年)
- 聖アントニウスの誘惑の祭壇画 Triptych of the Temptation of St. Anthony, replica — ヒエロニムス・ボス (15世紀)
- ヴィーナスとキューピッド Venus and Cupid — ヤン・ホッサールト (1521)
- 『鳥罠のある冬景色』  ピーテル・ブリューゲル (父)  (1565年)
- 『ベツレヘムの人口調査』  ピーテル・ブリューゲル (父) (1566年)
- イカロスの墜落 Landscape with the Fall of Icarus — ピーテル・ブリューゲル (父) (模写) (16世紀後半)
- 謝肉祭と四旬節の喧嘩 Fight between Carnival and Lent — ピーテル・ブリューゲル (子) (16世紀)
- Still Life with Garland of Flowers and Cup — ヤン・ブリューゲル (父) (1618)
- 『聖リヴィヌスの殉教』 ピーテル・パウル・ルーベンス (1633年頃)[3]
- 彫刻家フランシス・ドゥケノワの肖像 Portrait of the Sculptor François Duquesnoy – アンソニー・ヴァン・ダイク (17世紀)
- イタリア絵画ギャラリーのネーデルラント総督レオポルト・ウィルヘルム大公 Archduke Leopold William in his Gallery of Italian Paintings — ダフィット・テニールス (子) (1651)
- 眠る老婆 Old Woman Dozing — ニコラース・マース (1656)
- 酒を飲む王様（豆の王） The King Drinking (The Bean King) — ヤーコブ・ヨルダーンス (1655)
- Drinkers at Table — アドリアーン・ブラウエル (17世紀)
- Portrait of Nicolaas van Bambeeck — レンブラント・ファン・レイン (1641)
- 修辞学者 The Rhetoricians — ヤン・ステーン (17世紀)
- Giuseppe Gaetano Righetti (?) Presented to the Virgin by Four Saints — グエルチーノ (17世紀)
- Presentation in the Temple — フィリップ・ド・シャンパーニュ (1648)
- マラーの死 The Death of Marat — ジャック・ルイ・ダヴィッド (1793)[3]

### 近代美術館
- Breton Calvary — ポール・ゴーギャン (1889)
- 光の中のヌード Nude against the Light — ピエール・ボナール (1907)
- 春のグランド・ジャットのセーヌ川 La Seine à la Grande-Jatte — ジョルジュ・スーラ (1888)
- 陽光の降り注ぐ小道 La drève ensoleillée — エミール・クラウス (1893)
- プシュケの結婚 Psyche’s Wedding or The Wedding Procession of Psyche — エドワード・バーン・ジョーンズ (1895)
- 燻製ニシンを奪い合う骸骨たち Skeletons fighting for a Smoked Herring — ジェームズ・アンソール (1891)
- 見捨てられた街 An abandoned city/Une ville abandonnée — フェルナン・クノップフ (1904)
- Melancoly of the Beautiful Day — ジョルジュ・デ・キリコ (1913)
- 光の帝国 The Empire of Lights — ルネ・マグリット (1954)
- ピグマリオン Pygmalion — ポール・デルヴォー (1939)

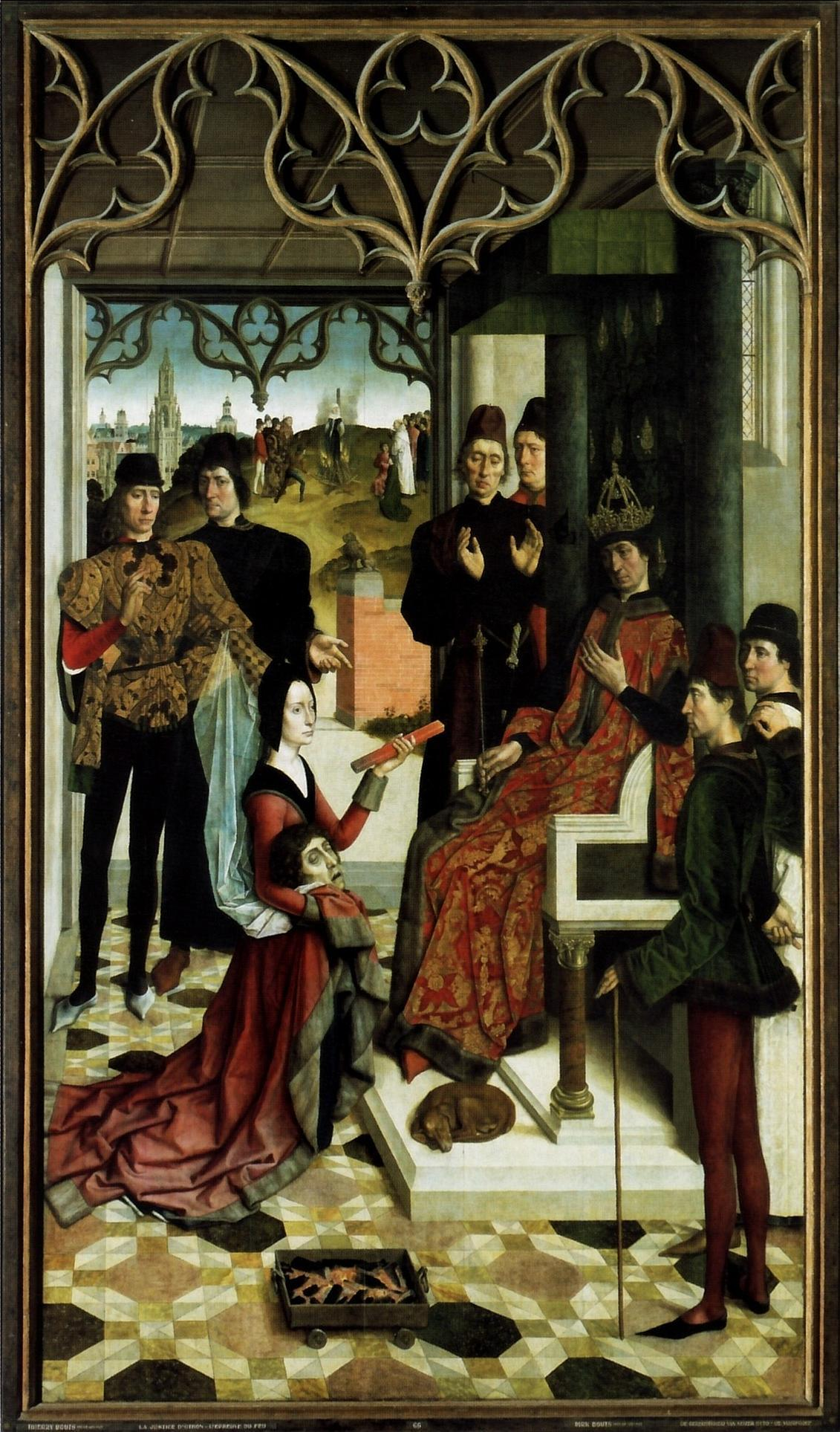
ディルク・ボウツ: 「皇帝オットーの神明裁判」
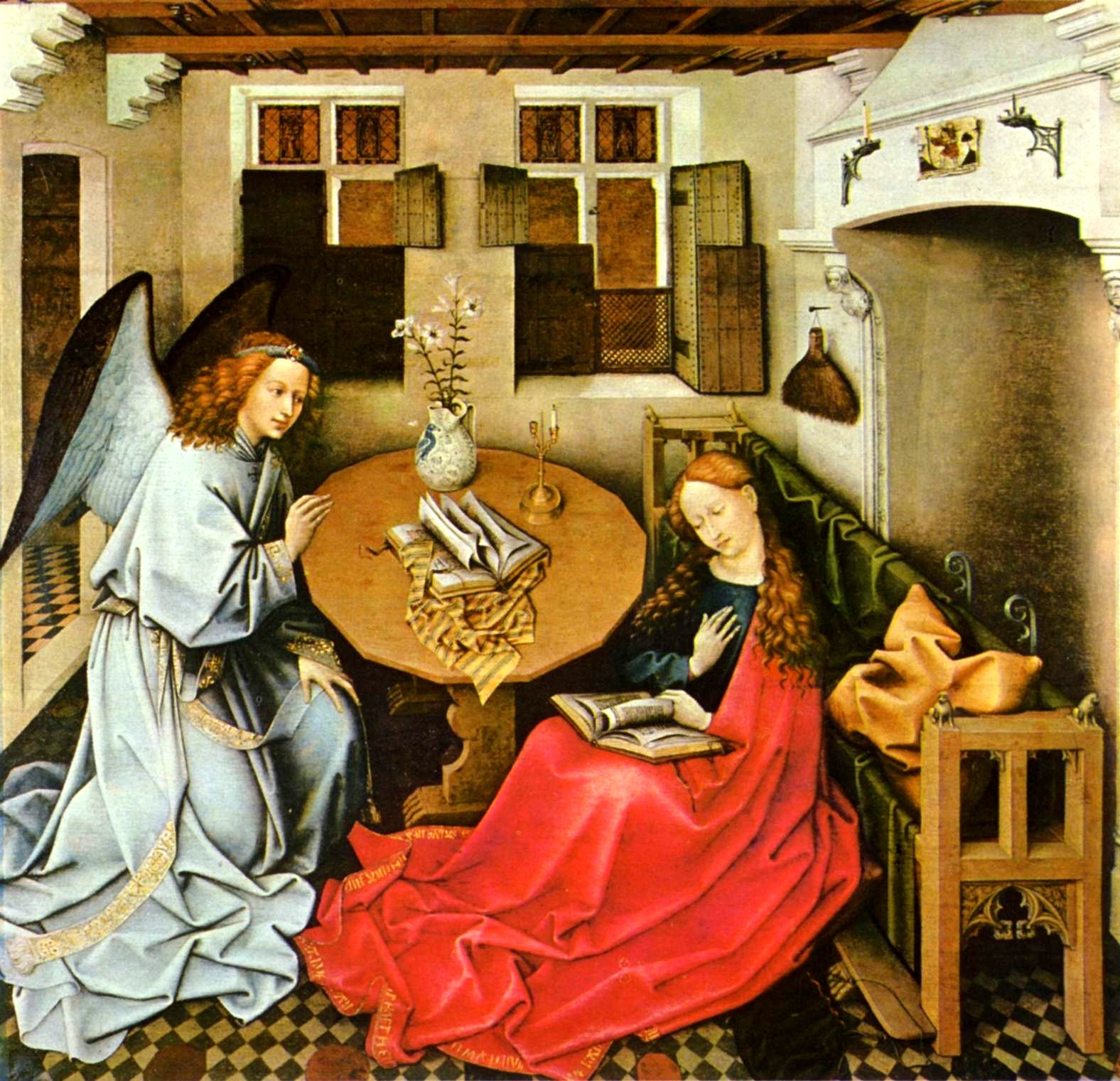
ロベルト・カンピン: 「受胎告知」
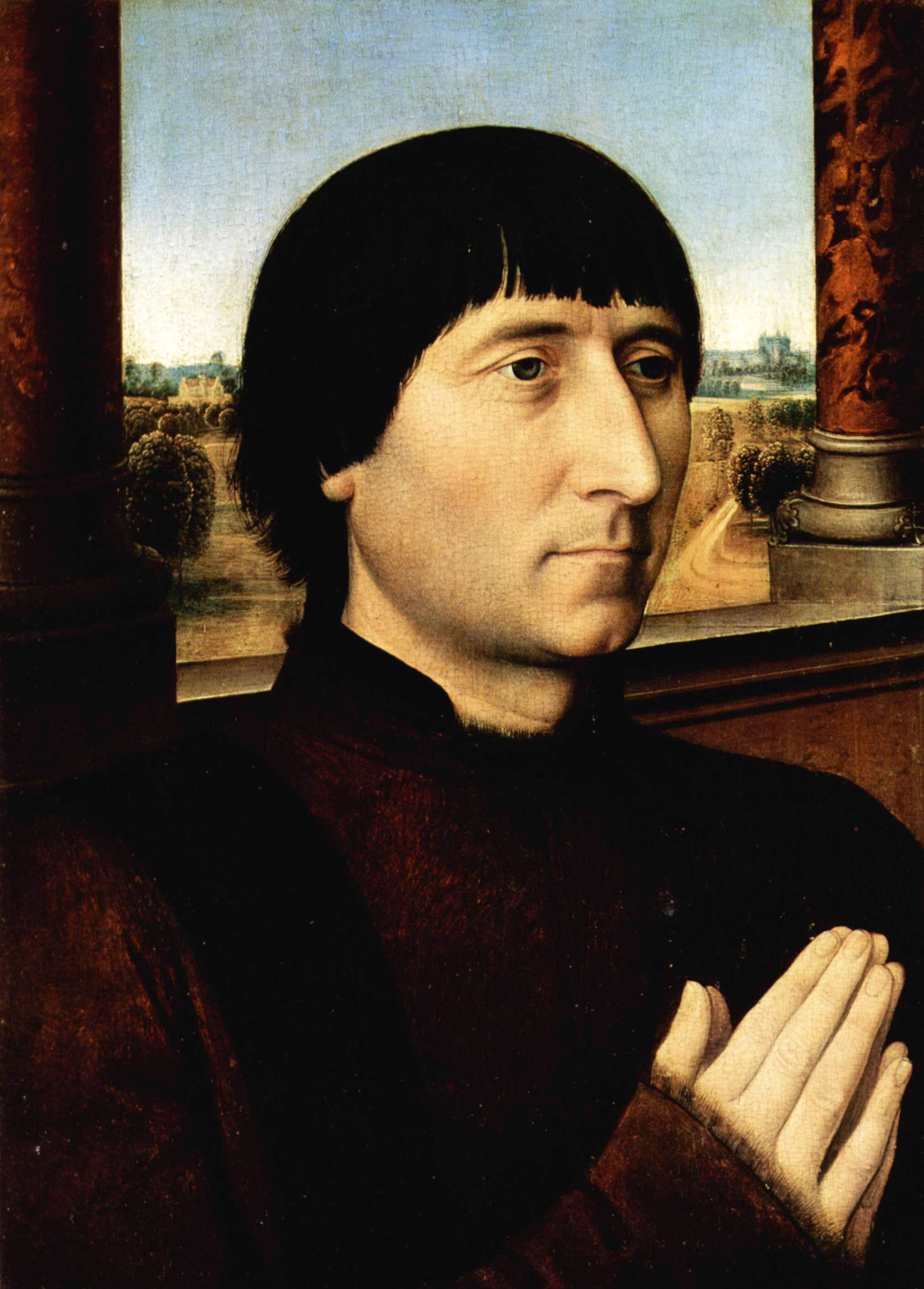
ハンス・メムリンク: 「ウィレム・モレルの肖像」
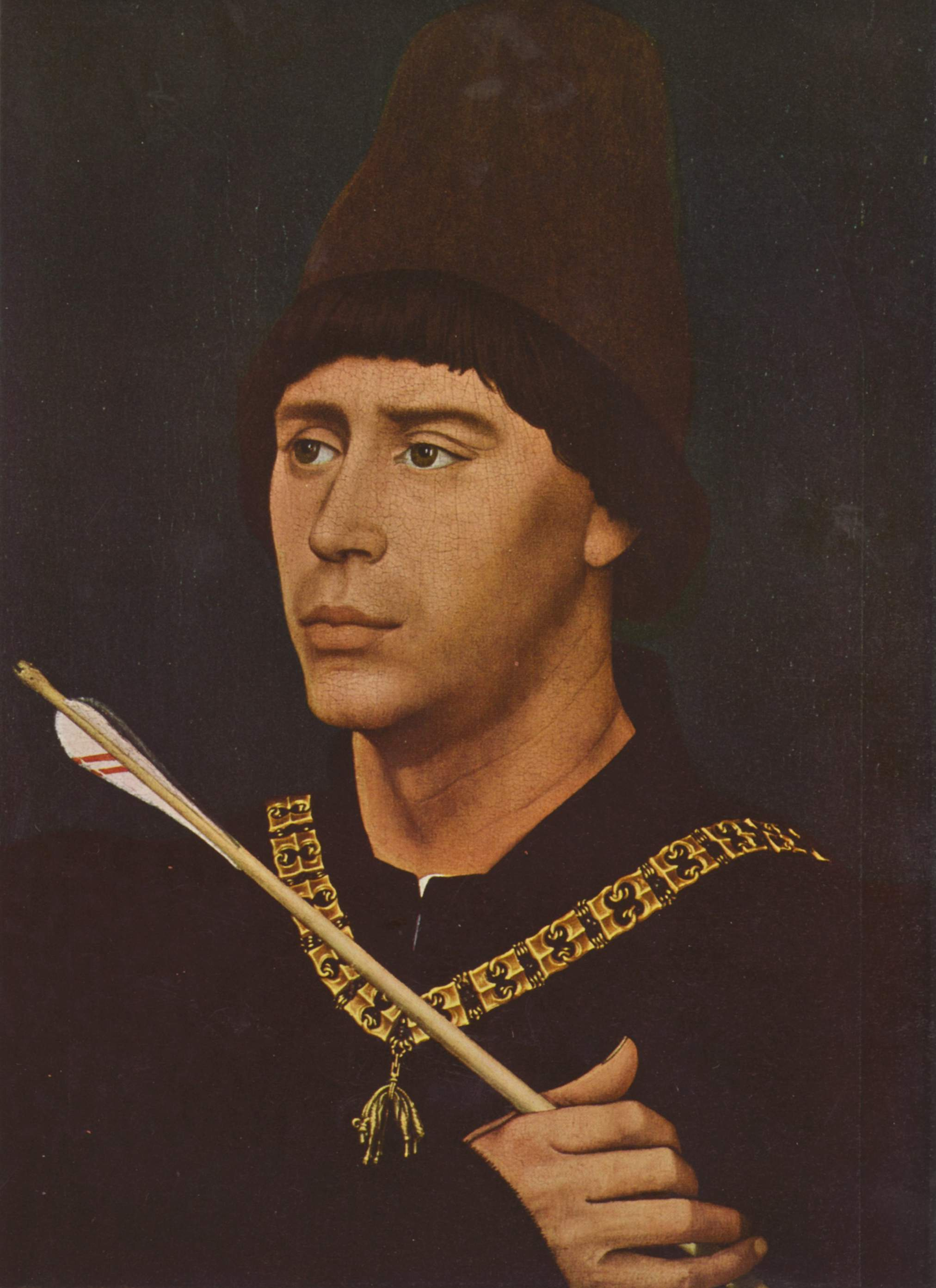
ロヒール・ファン・デル・ウェイデン: 「アントン・フォン・ブルグントの肖像」
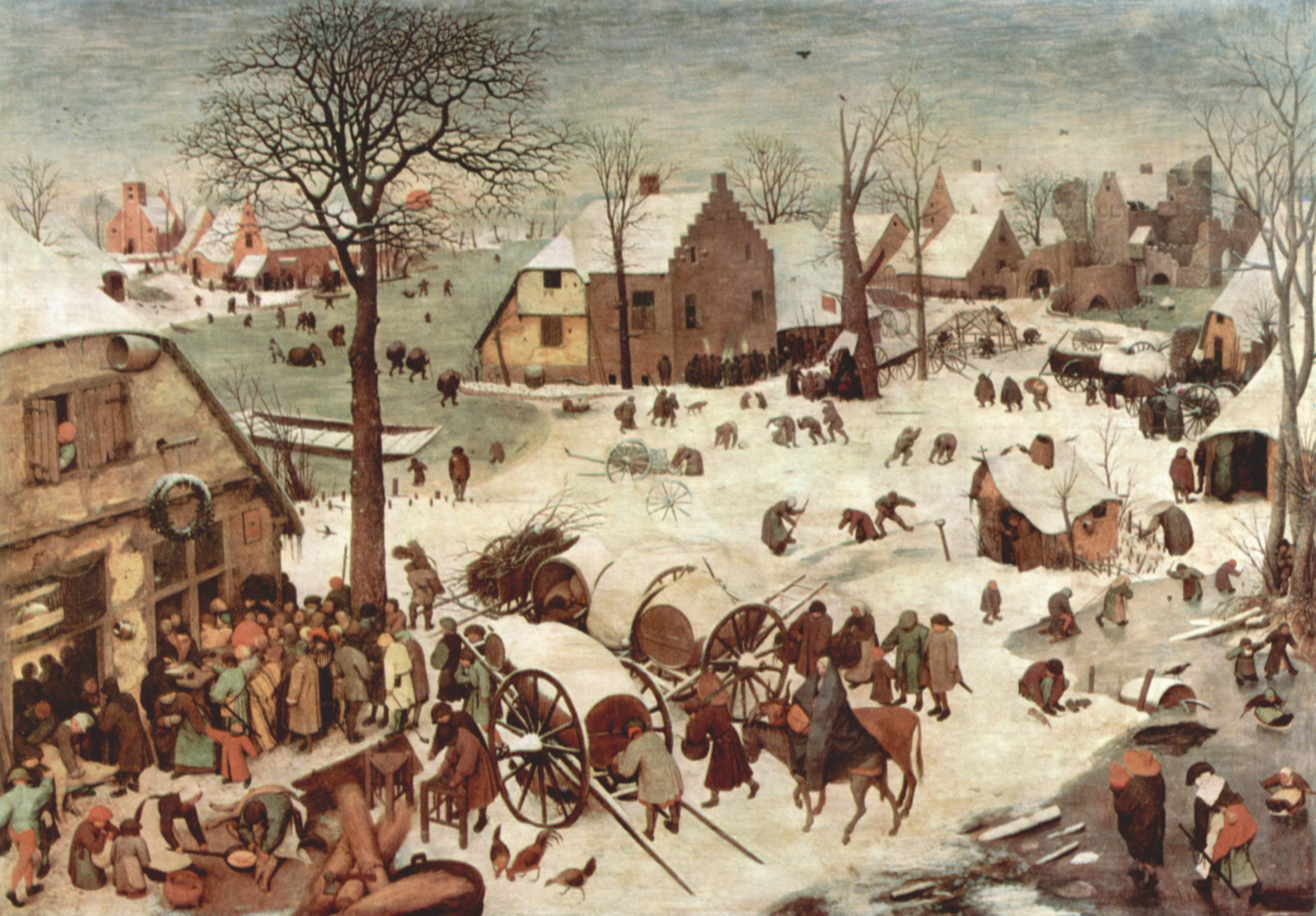
ピーテル・ブリューゲル: 「ベツレヘムの人口調査」
ピーテル・ブリューゲル 「鳥罠のある冬景色」
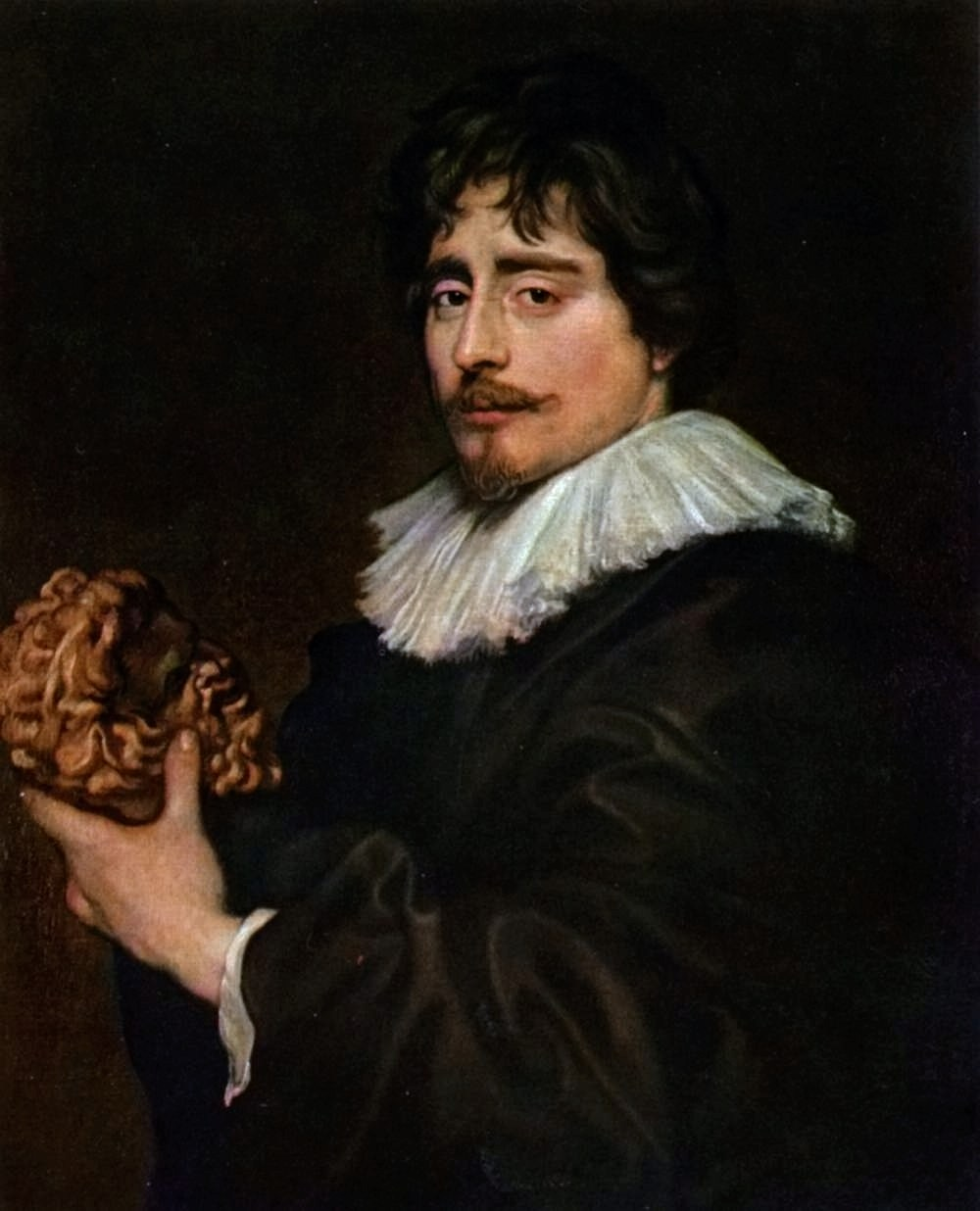
アンソニー・ヴァン・ダイク: 「彫刻家フランソワ・デュケノワの肖像」
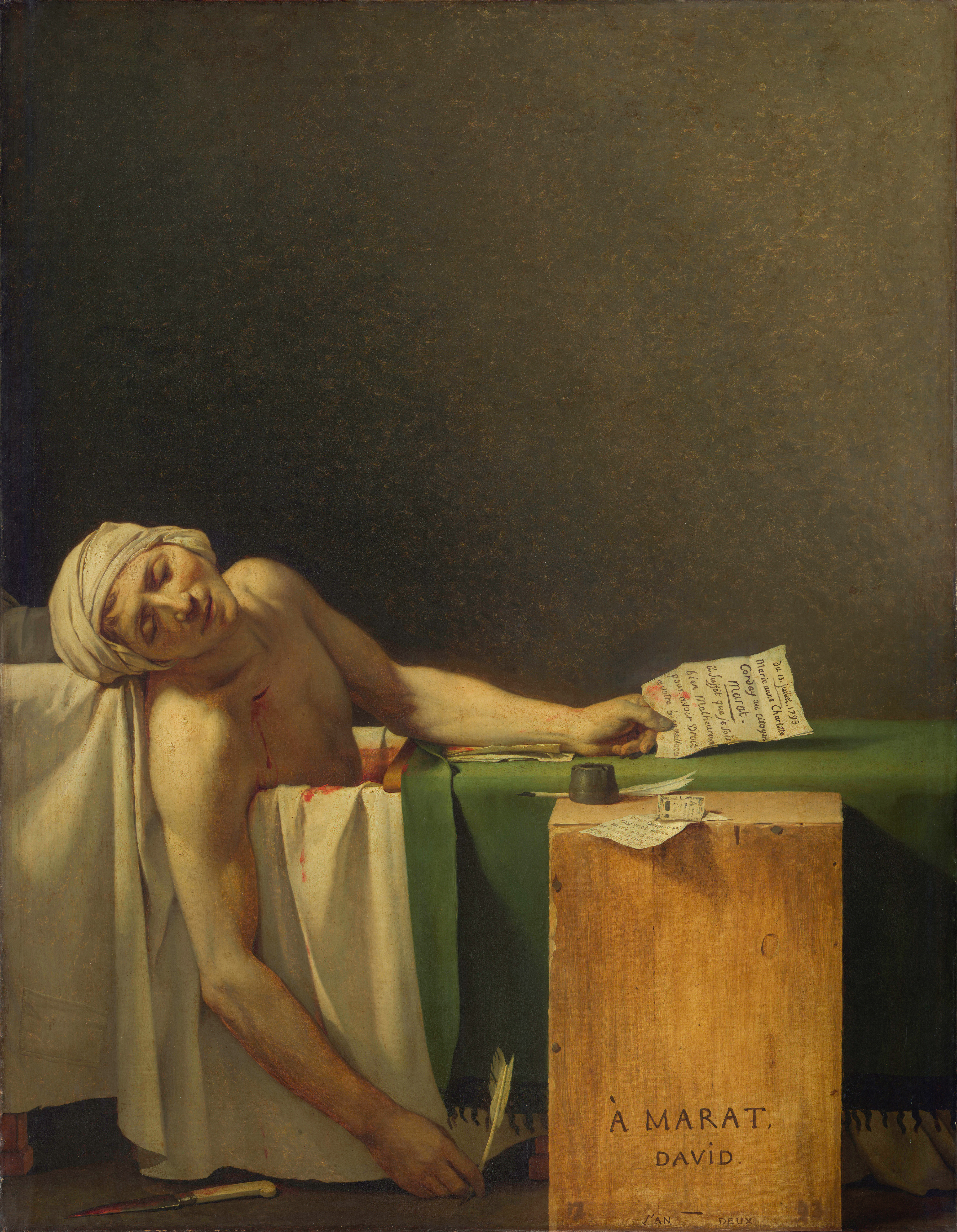
ジャック＝ルイ・ダヴィッド: 「マラーの死」
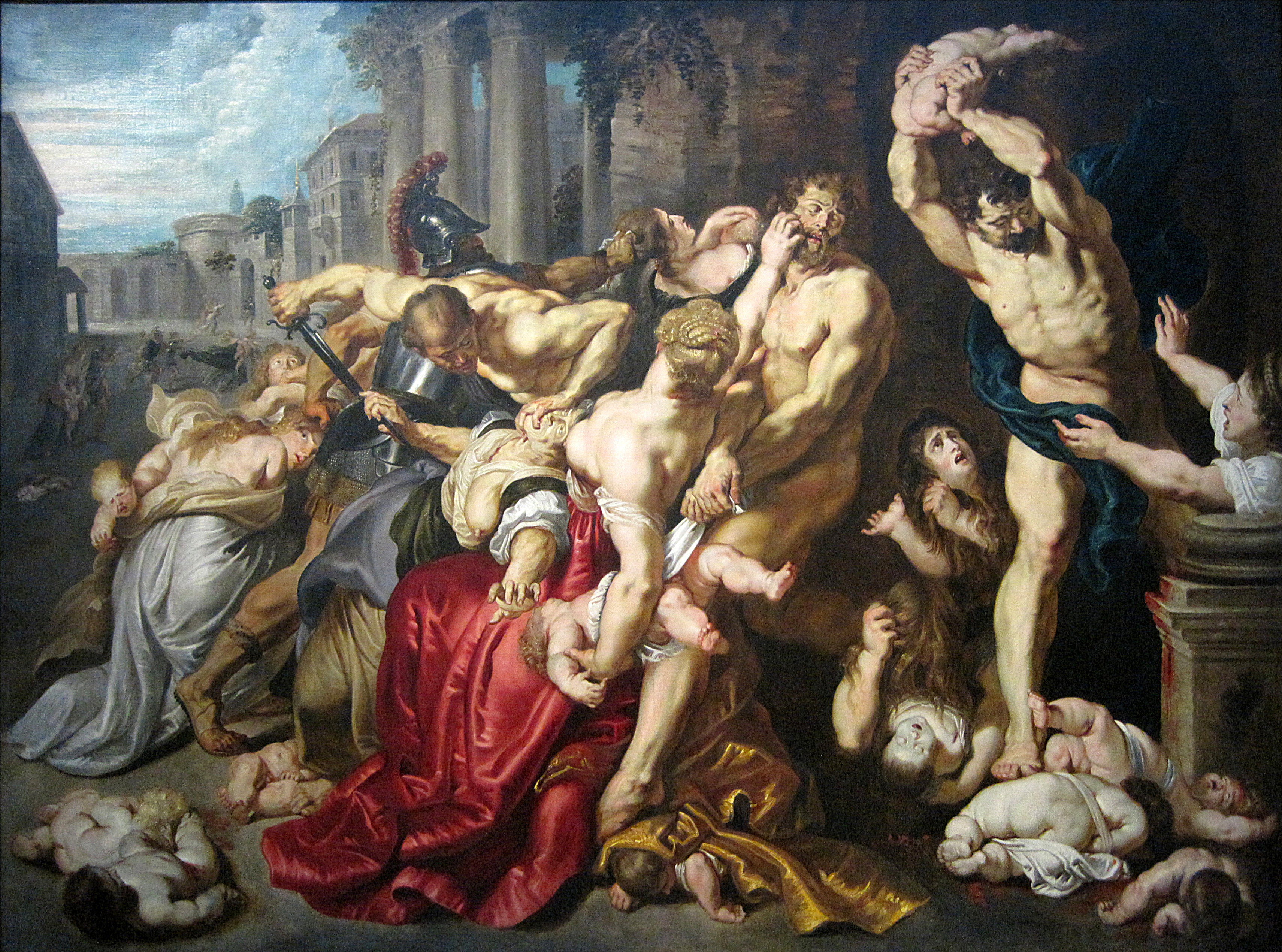
ピーテル・パウル・ルーベンス工房: 「嬰児虐殺」